# Уйляку-де-Мунте
Уйляку-де-Мунте (рум. Uileacu de Munte) — село у повіті Біхор в Румунії. Входить до складу комуни Палеу.
Село розташоване на відстані 435 км на північний захід від Бухареста, 7 км на північний схід від Ораді, 127 км на захід від Клуж-Напоки.

## Населення
За даними перепису населення 2002 року у селі проживали 524 особи.
Національний склад населення села:
| Національність | Кількість осіб | Відсоток |
| -------------- | -------------- | -------- |
| угорці         | 509            | 97,1%    |
| румуни         | 14             | 2,7%     |

Рідною мовою назвали:
| Мова      | Кількість осіб | Відсоток |
| --------- | -------------- | -------- |
| угорська  | 506            | 96,6%    |
| румунська | 17             | 3,2%     |